# Bahnhof Prilly-Malley

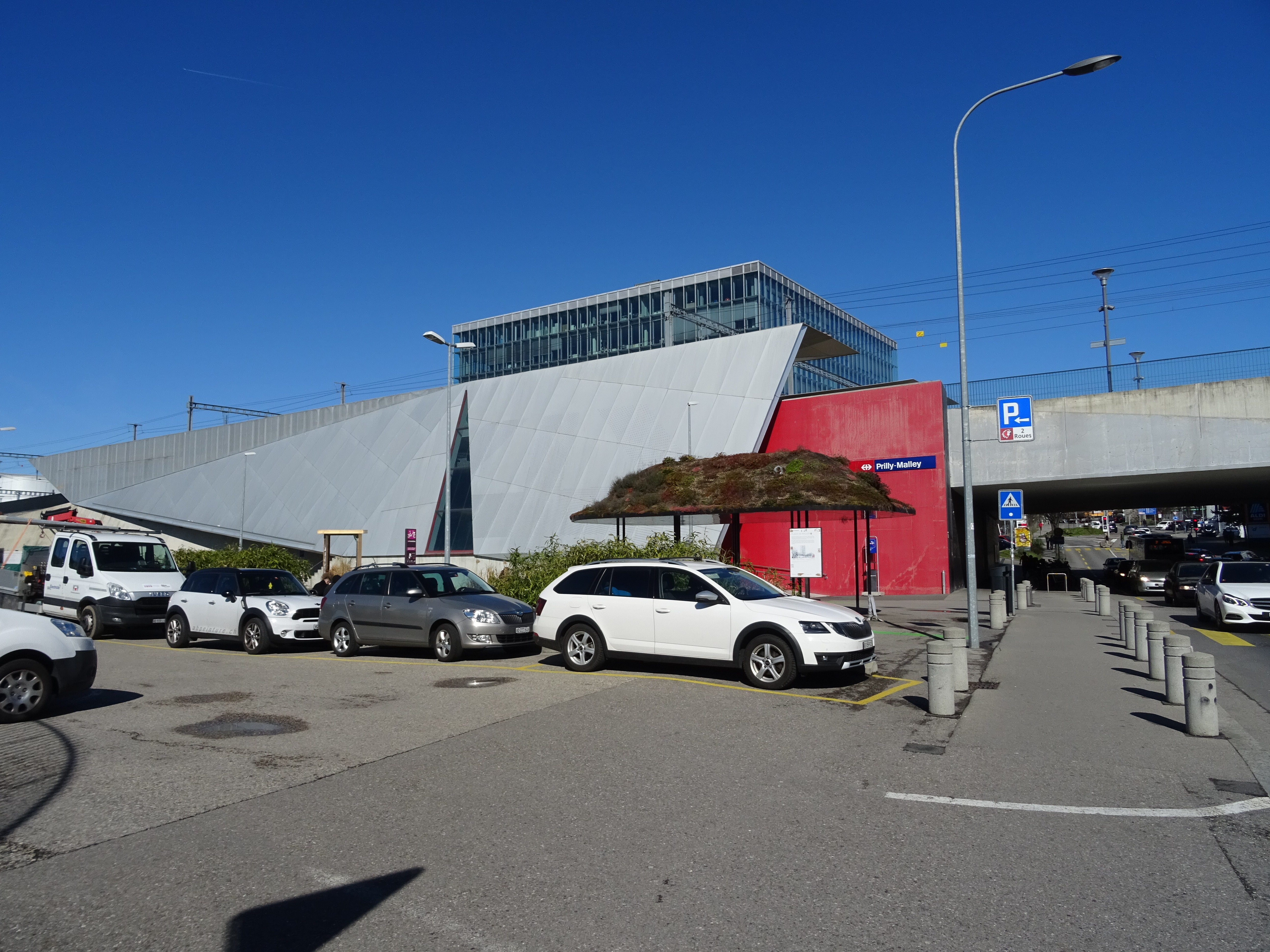
Ansicht der Haltestelle vom Parkplatz aus

Der Bahnhof Prilly-Malley ist eine Haltestelle der Schweizerischen Bundesbahnen auf den Territorien der Gemeinde Prilly und der Stadt Lausanne zwischen dem Zentrum von Prilly und dem Lausanner Ortsteil Malley.

## Lage
Die viergleisige Haltestelle befindet sich zwischen den Bahnhöfen Renens und Lausanne an der Bahnstrecke Lausanne–Genf und der zwischen Renens und Lausanne auf denselben Gleisen führenden Simplonlinie. Der grösste Teil der Perrons liegt auf dem Gebiet der Kommune Prilly, die östlichen Perronbereiche befinden auf Lausanner Territorium. Unmittelbar westlichen der Perrons führt die Gemeindegrenze zwischen Prilly und Renens hindurch.
Nördlich der Haltestelle befinden sich das Einkaufs- und Freizeitzentrum Malley Lumière und das Eishockeystadion Vaudoise aréna, die Heimstätte des Lausanne HC.

## Geschichte
Die Haltestelle ist Teil des Masterplans schéma directeur de l’Ouest Lausannois. Der Spatenstich erfolgte am 1. Dezember 2008. Die Baukosten betrugen 65 Millionen Schweizer Franken, getragen zu gleichen Teilen vom Kanton Waadt und der Schweizerischen Eidgenossenschaft.
Bestandteil des Baus war als Vorleistung des vierten Gleises Lausanne–Renens die Errichtung eines 800 Meter langen Abschnittes inklusive der zugehörigen Perronkante ohne Anschluss an die restlichen Gleisanlagen. Mit der Vollendung der Überwerfung nach Renens wurde das vierte Gleis per Fahrplanwechsel schliesslich 2022 in Betrieb genommen. Die Eröffnung der Haltestelle fand am 29. Juni 2012 in Beisein des in Prilly wohnhaften Staatsrates François Marthaler statt, auf dessen Initiative die Errichtung einer grossen PubliBike-Station in der Haltestelle zurückgeht.

## Betrieb
Eisenbahn
Die Haltestelle wird von 5 Linien des S-Bahn-Systems RER Vaud bedient:
- R 1 Grandson – Yverdon-les-Bains – Cossonay – Renens – Lausanne – Cully  (Halt an allen Stationen)
- R 2 Grandson – Yverdon-les-Bains – Cossonay – Renens – Lausanne – Cully  (Halt an allen Stationen)
- R 3 Vallorbe – Cossonay – Renens – Lausanne – Vevey – Montreux – Villeneuve – Aigle – Bex (– St-Maurice)  (Halt an allen Stationen)
- R 4 (Vallorbe)/Le Brassus – Le Day (Flügelung)– Cossonay – Renens – Lausanne – Vevey – Montreux – Villeneuve – Aigle – Bex (– St-Maurice)  (Vallorbe – Le Day nur Mo–Fr)
- R 9 Allaman – Morges – Renens – Lausanne – Puidoux – Palézieux – Payerne – Avenches – Murten/Morat

Bei der Eröffnung 2012 frequentierten 1600 Reisende pro Tag die Haltestelle, für das Jahr 2030 wurde ein Anstieg auf 3000–5000 Ein- und Aussteigende pro Tag prognostiziert, eine Schwelle, die bereits 2018 mit 3900 Reisenden pro Werktag bereits erreicht wurde.
2023 nutzten werktäglich durchschnittlich 5400 Reisende die Haltestelle, im Tagesdurchschnitt 4600. Damit ist sie die fünfzehntmeist frequentierte Station im SBB-Netz des Kantons Waadt.
Die Züge der R 8  sowie alle Fernverkehrs- und RegioExpress-Züge auf der Simplonlinie und der Achse Lausanne–Genf passieren die Haltestelle ohne Halt.
Stadtverkehr
In der Umgebung der Haltestelle befinden sich diverse Haltestellen des öffentlichen Verkehrs der Agglomeration Lausanne. Die Stadtbahnlinie M1 der Métro Lausanne hält an der rund 200 Meter entfernt gelegenen Station Malley. Die Buslinien 17, 18, 32 und 33 der TL halten an den Haltestellen Galicien oder Malley Nord beziehungsweise Malley Ouest. Die künftige Linie T1 der Strassenbahn Lausanne soll ab 2026 die Haltestelle Galicien bedienen.